# De Prinses op de Erwt (Efteling)
De Prinses op de Erwt is een kijktafereel in het Sprookjesbos in het Nederlandse attractiepark de Efteling. Het kijktafereel is een uitbeelding van het sprookje De prinses op de erwt. Het is het vijftiende sprookje op de wandelroute door het Sprookjesbos en ligt naast Vrouw Holle. De Prinses op de Erwt is geopend in mei 2025 en ontworpen door Sander de Bruijn. Het verhaal wordt gezongen door de Vlaamse zangeres Geike Arnaert.
Van 1963 tot en met 2017 werd het sprookje al uitgebeeld in het Sprookjesmuseum en later in het Efteling Museum.
Met de komst van dit sprookje werd tevens ingespeeld op de komst van een gloednieuw hotel pal naast de ingang van het park, dat drie maanden later de deuren opende, slapen speelt immers een belangrijke rol in dit sprookje. Bovendien stonden de twintig matrassen symbool voor de extra bedden de de Efteling er hiermee bij kreeg. De Efteling liet hiermee indirect aan de mensen zien dat slapen in het park vanaf augustus 2025 mogelijk werd. Het is ook het eerste sprookje dat gasten die in het nieuwe hotel slapen zien als zij het park in gaan via de Sprookjesbospoort. 

## Verhaal
De Prinses op de Erwt is een sprookje over een jonge vrouw, bij wie wordt nagegaan of zij over een koninklijk identiteit beschikt, door haar te testen op fysieke gevoeligheid. Door twintig matrassen heen moet ze een erwt kunnen voelen. Enkel een prinses is hiertoe in staat.

## Galerij

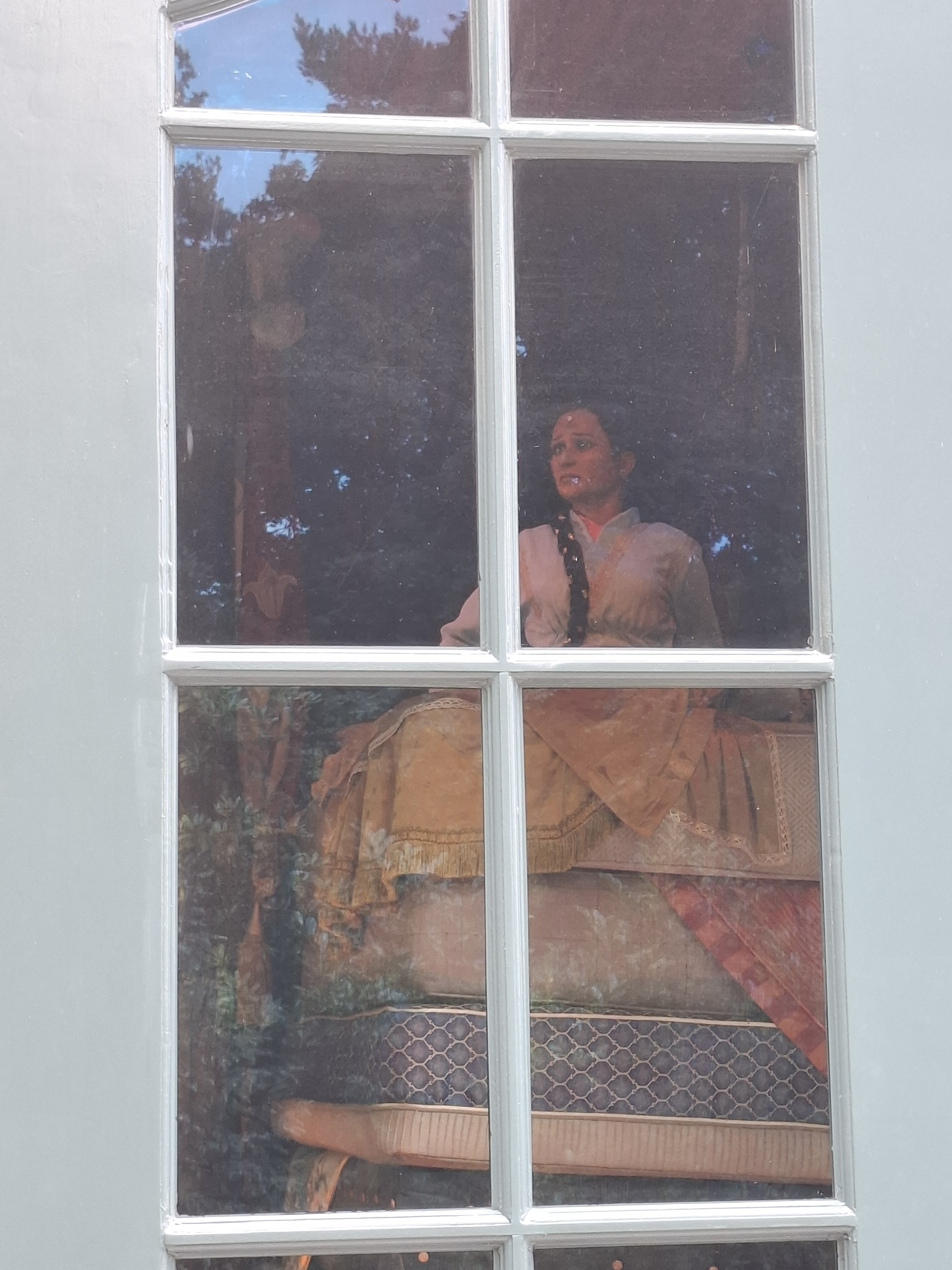
De prinses op de stapel matrassen
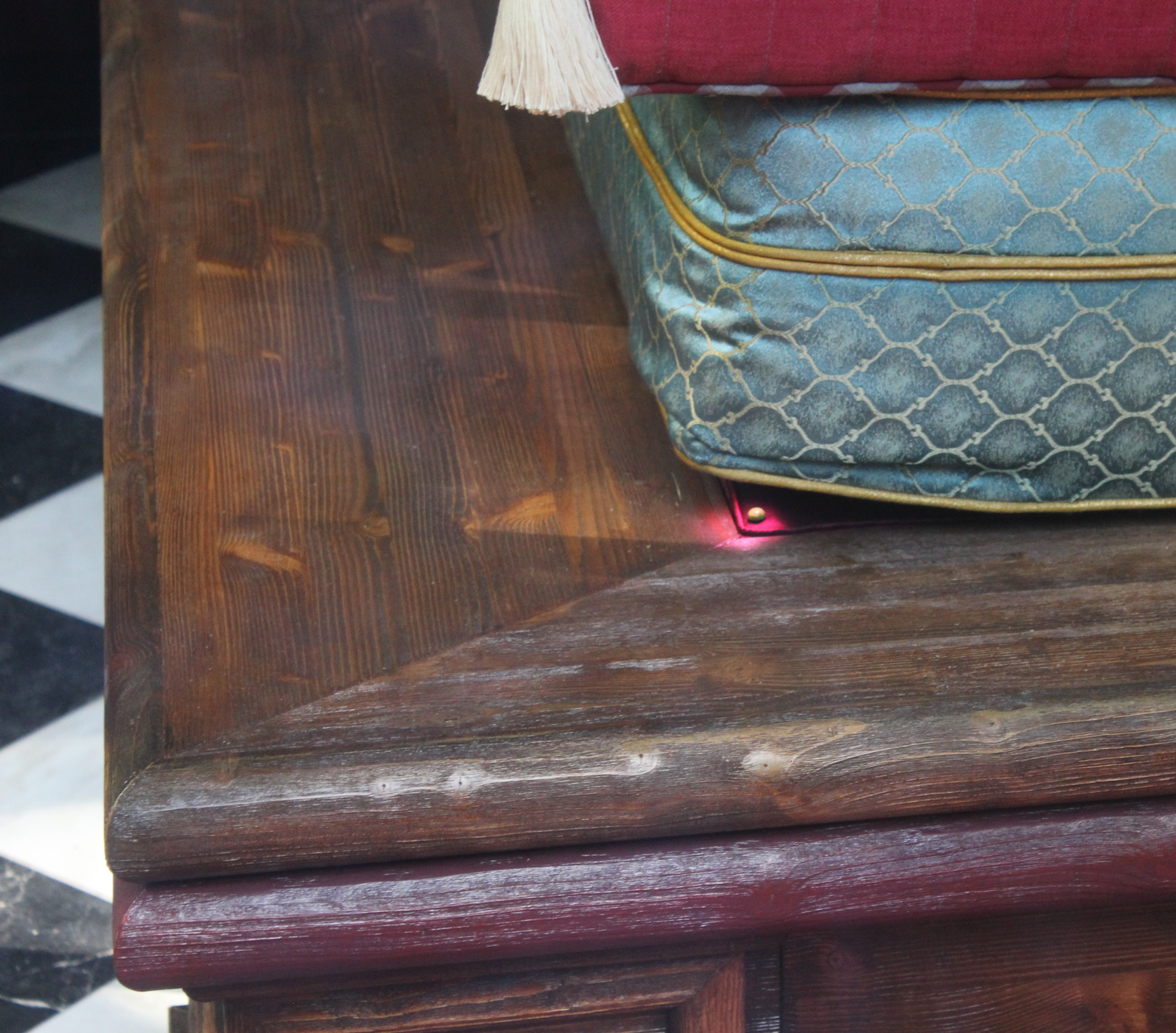
De erwt onder de stapel matrassen

Lijst van attracties in de Efteling · Lijst van sprookjes in de Efteling · Afbeeldingen